# Una cosa rara
Una cosa rara, ossia bellezza ed onestà è un dramma giocoso in due atti di Vicente Martín y Soler su libretto di Lorenzo da Ponte, tratto da La luna de la Sierra di Luis Vélez de Guevara. 

## Trama
L'azione si svolge in un paese della Sierra Morena alla fine del XV secolo. L'ambientazione spagnola venne probabilmente scelta in onore del paese natale della moglie dell'ambasciatore spagnolo, protettrice di Martín Soler.
Le bellissime contadine Lilla e Ghita, nonostante l'insistente corteggiamento di due potenti (Giovanni e Corrado), rimangono fedeli ai loro promessi sposi, che temono in ogni momento di venir traditi e si rodono di gelosia. Alla fine i quattro promessi sposi denunciano i tentativi di seduzione alla Regina Isabella, che esilia Giovanni e Corrado suggellando il trionfo della bellezza e dell'onestà.
Di semplice ma generosa vena melodica, la musica tratteggia con spunti gradevoli le vicende dei personaggi. Tra i momenti più felici si segnalano l'Ouverture, il primo coro (che, curiosamente in minore, getta una luce obliqua sulle scene iniziali dell'opera) e il finale del primo atto. Nel secondo c'è un altro omaggio alla Spagna (una seguidilla cantata da Lilla e Ghita con coro).

## Rappresentazioni
Rappresentato per la prima volta al Burgtheater di Vienna il 17 novembre 1786, riscosse un successo clamoroso, al punto che uno dei suoi temi fu ripreso da Mozart nell'ultimo atto del Don Giovanni (1787).
In Spagna venne rappresentato a Madrid nel 1789, a Barcellona nel 1791, dove fu ripreso nel 1793 (e, successivamente, nel 1936, nel 1970 e nel 1991). Fino al 1992 non è stato mai eseguito a Valencia, città natale del compositore.
Una cosa rara appartiene al periodo viennese di Martín Soler, che nella capitale austriaca conobbe Da Ponte, amico e librettista prediletto, con cui firmò le opere più fortunate della sua carriera, tra cui figurano anche Il burbero di buon cuore (1786) e L'arbore di Diana (1787). Il pubblico assisteva numeroso a tutte le rappresentazioni e comprava le partiture delle sue opere per cantarle in strada. Se in Italia era conosciuto, a Vienna Martin Soler era addirittura una celebrità.
La prima di Una cosa rara avvenne nello stesso anno delle Nozze di Figaro di Mozart. Mentre l'opera di Mozart fu rappresentata solo due volte, quella di Martín Soler raggiunse 78 rappresentazioni. Le dame cominciarono a vestirsi alla Cosa Rara, ovvero secondo lo stile dei personaggi dell'opera.
Attualmente quest'opera viene rappresentata di rado; secondo l'archivio di Operabase è stata eseguita solo 3 volte nel periodo 2005-2010.

## Personaggi
| Personaggio                      | Tessitura | Esecuzione del 17 novembre 1786 Direttore d'orchestra: |
| -------------------------------- | --------- | ------------------------------------------------------ |
| Isabella (regina di Spagna)      | soprano   | Luisa Laschi Mombelli                                  |
| Giovanni (figlio di Isabella)    | tenore    | Vincenzo Calvesi                                       |
| Corrado (scudiero maggiore)      | tenore    | Michael Kelly                                          |
| Lilla (una contadina)            | soprano   | Nancy Storace                                          |
| Ghita (una contadina)            | soprano   | Dorotea Bussani                                        |
| Lubino (promesso sposo di Lilla) | baritono  | Stefano Mandini                                        |
| Titta (promesso sposo di Ghitta) | basso     | Francesco Benucci                                      |
| Lisargo (fratello di Ghitta)     | basso     | Sr. Hoffmann                                           |